# Daniele Sgnaolin
Daniele Sgnaolin (San Donà di Piave, Vèneto, 21 d'octubre de 1970) va ser un ciclista italià, que fou professional entre 1997 i 1998. Del seu palmarès destaca la medalla de plata al Campionat del Món en ruta quan encara era amateur.

## Palmarès
- 1993
  - 1r a la Coppa Collecchio
- 1994
  -  Campió d'Itàlia amateur en ruta
  - Vencedor d'una etapa al Girobio
- 1995
  - Vencedor d'una etapa al Giro de les Regions
  - Vencedor d'una etapa al Girobio

### Resultats al Tour de França
- 1997. 72è de la classificació general